# Siamsa Tíre

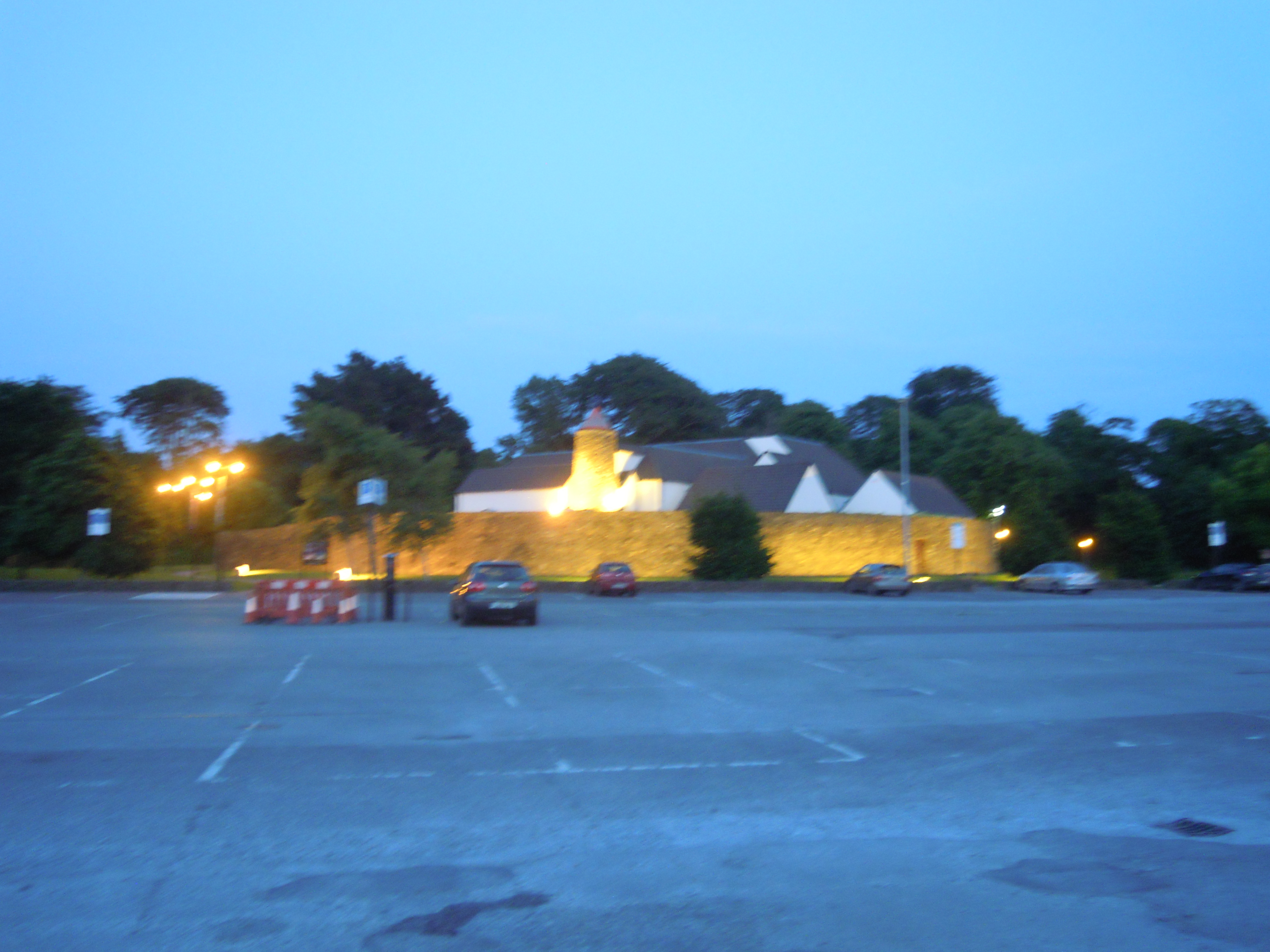
Das Siamsa Tíre Theater

Siamsa Tíre ([ˈʃiəmsə ˈtʲiːrʲə], irisch „Unterhaltung des Landes“) ist Irlands nationales Folkloretheater in Tralee im County Kerry.
Siamsa Tíre wurde 1974 von Pater Pat Ahern gegründet und ist das Vorzeigeprojekt irischer Musik, Tanz und anderer Folklore.